# Bedtime Story
Bedtime Story este al treilea single de pe albumul Bedtime Stories al Madonnei. Muzica și versurile au fost compuse de Bjork.

## Premii și recunoașteri
| Anul | Ceremonia                        | Premiul                       | Rezultatul |
| ---- | -------------------------------- | ----------------------------- | ---------- |
| 1995 | The 1995 Pazz & Jop Critics Poll | Videos                        | Locul 5    |
| 2009 | Billboard                        | Cântecele de top ale Madonnei | Locul 50   |

## Videoclipul
Madonna l-a contactat pe Mark Romanek pentru a-i regiza videoclipul pentru „Bad Girl” în 1993, fiind impresionată de cum acesta a realizat videoclipul pentru „Are You Gonna Go My Way” al lui Lenny Kravitz. Aceștia s-au întâlnit, iar Romanek i-a apreciat un tablou suprarealist ce-l deținea, spunându-i că ar fi grozav dacă ei doi ar realiza un astfel de videoclip. Deși ideea de a regiza „Bad Girl” nu s-a materializat deoarece piesa nu mergea cu această temă, în 1994 Madonna i-a trimis lui Romanek piesa „Bedtime Story”, iar acesta a constatat că avea ideea potrivită pentru o asemenea piesă - un videoclip suprarealist, bizar, întunecat, ciudat, tulburător, inspirat de acea pictură pe care o văzuse la cântăreață. Ideea principală a cântecului este „cuvintele sunt inutile”, Romanek folosindu-se de această temă, bazându-se cât mai mult pe exprimarea cu ajutorul imaginilor. Acesta nu a dorit să se inspirate de la pictori suprarealiști foarte cunoscuti ca Salvador Dali sau Man Ray, alegând ca muze pictori femei, dându-i videoclipului o viziune feministă.
Videoclipul a folosit multe procedee tehnice, o parte nemaifolosite până atunci, ceea ce i-a făcut pe mulți specialiști reticienți atunci când au aflat imaginile care vrea Romanek să le creeze, însa acesta a folosit un proceceu, numit „pixel tracking”, a cărei desfășurare a durat mai multe zile. În prezent, acest lucru poate fi realizat în doar câteva minute.

## Recenzii
Alex Needham de la NME a considerat că piesa nu i se potrivește.